# Вулиця Чехова (Київ)
Ву́лиця Че́хова — вулиця в Дарницькому районі міста Києва, місцевість Бортничі. Пролягає від вулиці Сергія Світославського до Святищенської вулиці. 
Прилягають провулки Отаманський та Березівський, вулиця Варвари Маслюченко.

## Історія
Вулиця виникла в середині XX століття під сучасною назвою, на честь російського письменника і драматурга Антона Чехова.